# 아칸토스테가
아칸토스테가(Acanthostega, →삐죽삐죽한 지붕)는 멸종한 미치류의 한 속으로 최초의 다리를 가진 척추동물이다. 3억 6500만 년 전의 상부 데본기(파메니안)에 처음 나타났으며 해부학적으로 육기어류와 완전히 땅 위로 올라올 수 있었던 최초의 네발동물의 중간 형태이다.

## 설명

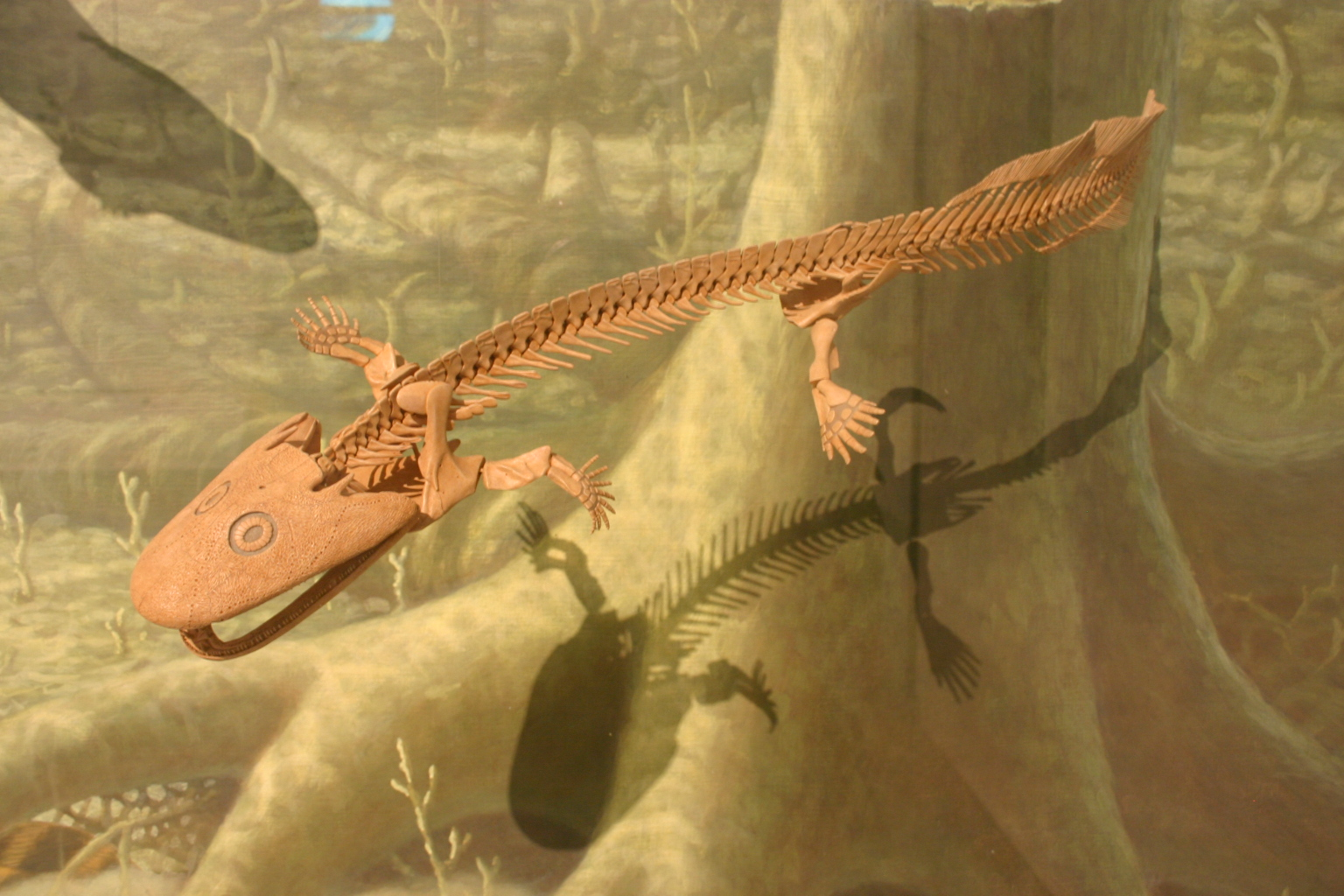
골격 모형

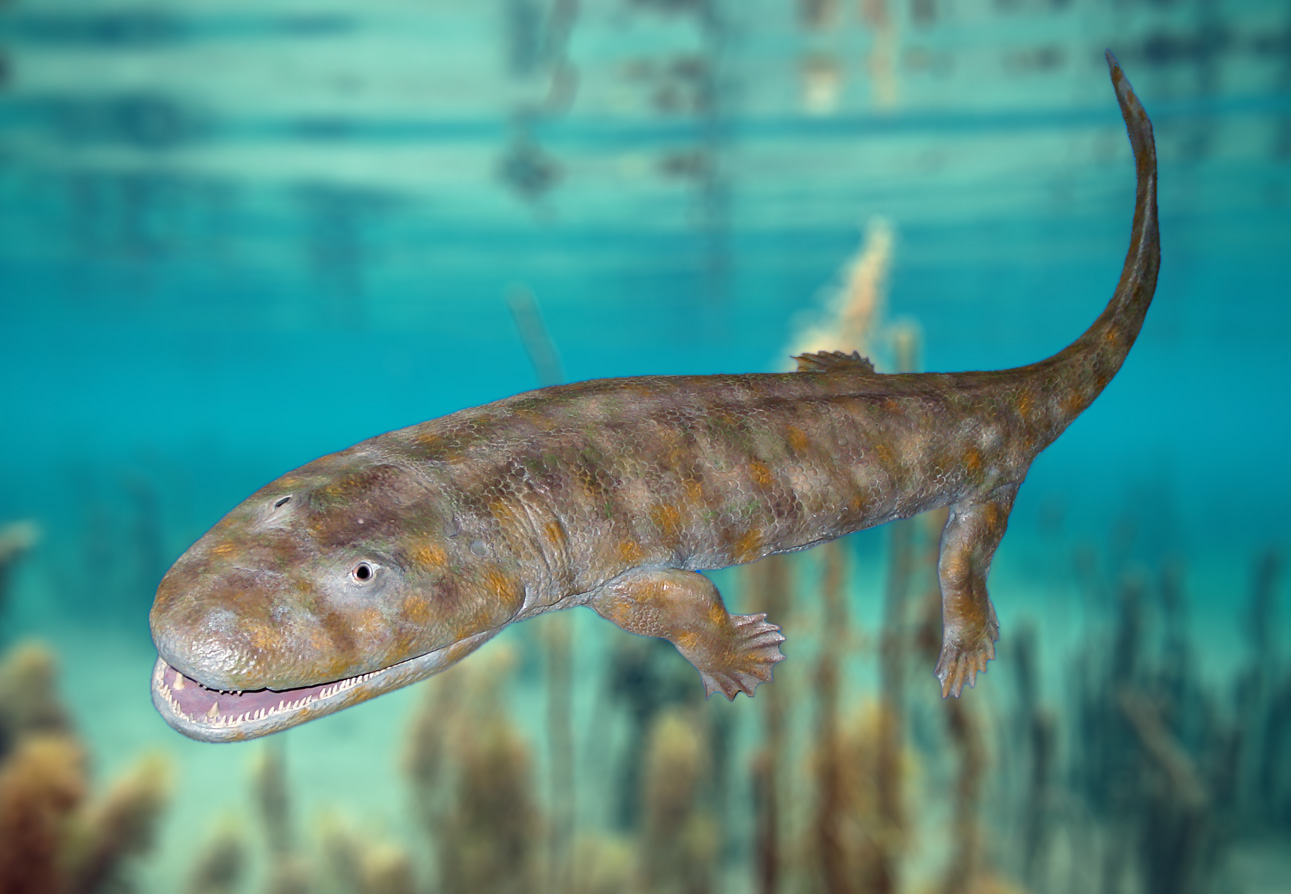
독일 슈투트가르트 자연사박물관의 아칸토스테가 복원 모형

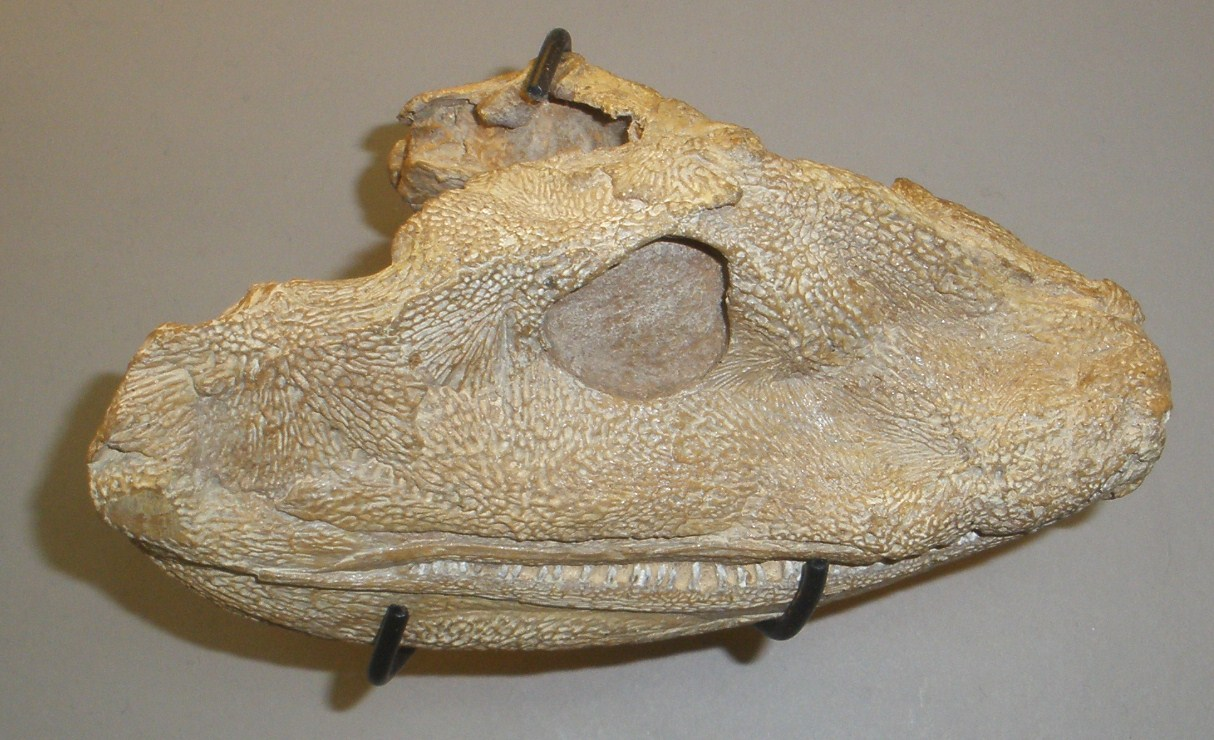
아칸토스테가 군나르아이의 두개골

아칸토스테가는 각 앞발에 여덟 개의 손가락을 가지고 있었으며 (발가락의 개수는 분명하지 않다) 사이에 물갈퀴가 있었다. 손목은 없었고 땅 위에서의 생활에는 그리 잘 적응된 상태가 아니었다. 아칸토스테가는 또 매우 물고기처럼 생긴 어깨와 앞발을 가지고 있었다. 아칸토스테가의 앞발은 팔꿈치에서 앞쪽으로 굽혀지지 않았고 체중을 지탱하는 자세를 취할 수 없었으므로 물을 젓거나 수중 식물에 달라붙는 용도에 더 적합했을 것으로 보인다. 아칸토스테가에게는 허파가 있었지만 물 바깥에서 흉곽의 모양을 유지하기에는 갈비뼈가 너무 짧았고, 수중생활을 하는 현생 양서류처럼 몸의 외부에 아가미를 가진 것이 아니라 보통 물고기처럼 몸의 내부에 아가미를 가지고 있었다. 아칸토스테가는 앞다리보다는 뒷다리를 이용해 이동을 하기 시작한 최초의 네발동물이다. 아칸토스테가가 뒷다리를 이용해 몸을 이동시킬 수 있게 하기 위해 여러 가지 형태적인 변화가 있어야만 했다. 아칸토스테가의 조상들은 다리이음뼈(pectoral girdle), 즉 골반의 양쪽이 서로 붙어 있지 않았다. 아칸토스테가는 양쪽 골반이 서로 잇닿아 있고, 척추 천골 부분의 갈비뼈가 골반과 합쳐져 있다. 이러한 구조가 골반을 강력하게 만들고 수중 환경에서 벗어나 부력의 도움을 받지 않았을 때 중력을 견딜 수 있도록 해주었다.
따라서 고생물학자들은 아칸토스테가가 얕고 잡초로 가득찬 늪에서 살았을 것이라고 추측한다. 다리는 땅 위에서 걷기 위한 목적으로 진화한 것은 아니었을 것이다. 제니퍼 클랙은 아칸토스테가가 바다를 떠나 본 적이 없는 어류의 후손으로 기본적으로 수중생물이었으며 네발동물은 땅 위를 기어다니다가 다리와 발을 얻게 된 것이 아니라 나중에야 육상생활에 유용한 것으로 밝혀진 특징들을 물 속에서 먼저 진화시켰을 것이라고 해석한다. 이 시기에 처음으로 낙엽성 식물들이 번성해 잎을 물 속에 떨어뜨리기 시작했다. 따뜻하고 산소가 부족해 큰 물고기가 헤엄치기 힘든 얕은 물에 작은 동물들이 모여들었다. 많은 수의 작은 이빨이 있는 바깥쪽 줄과 두 개의 큰 송곳니와 몇 개의 작은 이빨이 있는 안쪽 줄, 이렇게 두 줄의 이빨을 가지고 있는 물고기의 턱에서 아칸토스테가의 아래턱으로 어떻게 변화했는지를 클랙이 설명한다. 아칸토스테가는 바깥쪽 줄에 적은 수의 큰 이빨과 안쪽 줄에 작은 이빨들을 가지고 있으며 클랙은 이것이 물 속에서만 섭식활동을 하다가 초기 네발동물에서 물 위로 머리를 내밀거나 땅 위에서 섭식활동을 하게 된 변화와 함께 일어났을 것이라고 생각한다.
두개골 봉합선 형태를 분석한 연구에 따르면 아칸토스테가는 물가 가까운 곳에서 먹잇감을 잡았을 것이라고 본다. 마키와 마샬은 흡입을 통해 먹이를 섭취하는 물고기의 두개골, 그리고 이빨로 물어서 먹이를 잡는 육상동물의 두개골과 아칸토스테가의 두개골을 기뵤했다. 이들의 연구결과에 의하면 아칸토스테가는 육상에서의 섭식형태에 적응했던 것으로 보이며 이 결과는 육상생활의 섭식형태가 수중생활을 하는 동물에서 처음 나타났을 것이라는 가설을 지지하는 것이다. 만일 이것이 옳다면 아칸토스테가는 물과 육지의 중간, 얕은 물에서 사냥하고 사는 것에 특화된 생물이었다는 것을 보여준다. 더 최근의 연구는 아칸토스테가가 그 자신보다 더 육상생활에 적응된 조상으로부터 진화했을 수 있다고 한다.

## 발견
아칸토스테가의 화석은 보존상태가 좋은 편이다. 1933년에 군나르 새비-소더베리(Gunnar Säve-Söderbergh)와 에릭 자르빅(Erik Jarvik)이 두개골 조각을 발견했고, 1987년에 동 그린랜드에서 제니퍼 클랙이 이 종의 중요성을 보여주어 유명해진 화석을 발견했다.

## 관련된 종들
아칸토스테가는 후기 데본기에 널리 퍼졌던 진화 방산의 일부로 생각된다. 이것은 수중생활을 했던 지느러미를 가진 사지형어류로부터 시작해 그 후손들이 점차 공기를 호흡할 수 있는 능력 및 그 관련된 적응을 턱과 아가미에서 보여주었고 머리를 물고기보다 자유롭게 움직일 수 있도록 목의 근육을 발달시켰으며 몸을 들어올리는 데 지느러미를 사용하게 되었다. 이런 특징들은 시기적으로 앞선 틱타알릭에서도 보이는데, 아칸토스테가와 같은 시기에 살았던 이크티오스테가와 마찬가지로 땅 위에서 움직일 수 있는 능력을 가지고 있었던 것으로 보이지만 주로 물 속에서 살았다고 생각된다.

후기 데본기 척추동물의 종분화. 수중생활을 하는 육기어류의 후손은 - 유스테놉테론 같은 - 는 다음과 같은 일련의 적응을 보여주었다.
- 얕은 진흙탕에 적응했던 판데리크티스
- 땅 위에서 움직일 수 있는 다리처럼 생긴 지느러미를 지닌 틱타알릭
- 잡초가 많은 늪지에 살던 초기 네발동물:
** 여덟 개의 발가락이 달린 다리 아칸토스테가
**다리를 지닌 이크티오스테가.
육기어류의 후손에는 실러캔스와 같이 바다에 사는 육기어류도 포함된다.

## 참고 문헌
1. 1 2 3 4 5   {{ 보관됨 2007-02-25 - 웨이백 머신
2. ↑  “Acanthostega gunneri”. Devonian Times. 2010년 1월 10일에 원본 문서에서 보존된 문서. 2013년 11월 4일에 확인함.
3. ↑    - Boisvert, C. A. 2005. The pelvic fin and girdle of Panderichthys and the origin of tetrapod locomotion. Nature 438: 1145-1147.
4. ↑  Molly J. Markey and Charles R. Marshall. “Terrestrial-style feeding in a very early aquatic tetrapod is supported by evidence from experimental analysis of suture morphology”. Pnas.org. 2007년 9월 21일에 원본 문서에서 보존된 문서. 2013년 11월 4일에 확인함.
5. ↑  “From Fish To Landlubber: Fossils Suggest Earlier Land-water Transition Of Tetrapod”. Sciencedaily.com. 2009년 4월 19일. doi:10.1126/science.1167542. 2013년 11월 4일에 확인함.